# Barranmühle
Barranmühle ist eine zu Meuro und Klettwitz gehörende Wohnsiedlung im Landkreis Oberspreewald-Lausitz, Brandenburg; namensgebend ist die Wassermühle an der Pößnitz.

## Geographie
Barranmühle gehört zur Großgemeinde Schipkau, liegt östlich der A13 und nordwestlich des EuroSpeedway Lausitz. Durch Barranmühle fließt die Pößnitz und teilt den Neuen Marktplatz in den östlichen Klettwitzer Teil und in den westlichen Meuroer Teil. Das alte Meuro grenzt mit der Friedhofsstraße im Osten und dem Mühlenhof im Norden.

## Sehenswürdigkeiten
- Barranmühle, eine alte Wassermühle